# Torneio do Pacto Amazônico
O Torneio do Pacto Amazônico surgiu pra promover por meio do futebol o Pacto ocorrido, o torneio contou com clubes e seleções da Região Amazônica internacional e foi conquistado pelo Nacional Futebol Clube de Manaus.

## História
A primeira noticia que se tem da realização do torneio é de 2 de Outubro de 1980, quando o então presidente da Federação Amazonense de Futebol esteve reunido com o presidente da Federação Boliviana em Santa Cruz de La Sierra. Na ocasião o mesmo também participou de uma reunião com dirigentes da então Confederação Sul American de Futebol (CONMEBOL) com o objetivo de idealizar o torneio. O torneio celebraria o "Pacto Amazônico" firmado entre o Brasil e outros países com territórios amazônicos. 
Coube ao empresário Manuel Muniz intermediar as participações do torneio, viajando por cidades como La Paz, Lima, Guayaquil, Bogotá e Caracas, onde contatou equipes como Barcelona e Emelec de Guayaquil e Estudiantes de Mérida, entre outros. O torneio contou com apoio da Confederação Brasileira de Futebol na pessoa de seu então presidente Giulite Coutinho, entidade que inclusive ajudou financeiramente em sua realização. O Oriente Petrolero, que representou a Bolívia, chegou a fazer contratações visando o torneio.

## Participantes
Participaram do torneio as seguintes equipes:
- Nacional
- Fast Clube
- Rio Negro
- Tuna Luso (entrou no lugar do Wilstermann, da Bolívia).
- Millonarios
- Alianza Lima
- Oriente Petrolero
- Dom Bosco (entrou no lugar da Seleção Equatoriana de Futebol, que por sua vez entrou no lugar do Barcelona de Guayaquil, que estava disputando a Libertadores).

Ainda no dia da abertura do torneio, que contou com grande cerimônia no Estádio Vivaldo Lima, os jornais de Manaus divulgavam a participação do Wilstermann, da Bolívia, e da Seleção Equatoriana de Futebol, que enfrentariam o Fast Clube e o Rio Negro respectivamente. Ainda é desconhecido o motivo da não participação destas equipes, que foram substituídas por representantes de estados da Amazônia brasileira com futebol profissional, caso da Tuna Luso do Pará e do Dom Bosco do Mato Grosso.

## Jogos
Todas as  partidas foram realizadas no Estádio Vivaldo Lima. Os jogos foram:

### Primeira Fase
| 3 de maio de 1981 | Fast Clube | 2 - 1 | Tuna Luso |  |
|                   |            |       |           |  |

| 3 de maio de 1981 | Millonarios | 3 - 0 | Alianza Lima |  |
|                   |             |       |              |  |

| 5 de maio de 1981 | Nacional | 1 - 0 | Oriente Petrolero |  |
|                   |          |       |                   |  |

| 5 de maio de 1981 | Rio Negro | 3 - 1 | Dom Bosco-MT |  |
|                   |           |       |              |  |

### Segunda Fase
| 7 de Maio de 1981 | Rio Negro | 0 - 0 | Nacional |  |
|                   |           |       |          |  |

| 7 de Maio de 1981 | Fast Clube | 1 - 0 | Millonários |  |
|                   |            |       |             |  |

### Final
| 10 de maio de 1981 | Nacional | 3 - 1 | Fast Clube |  |
|                    |          |       |            |  |

## Campeão
| Torneio do Pacto Amazônico 1981 |
| Campeão                         |
| Nacional (1º Título)            |
| ------------------------------- |